# فيليكس برنشتاين
فيليكس برنشتاين (بالألمانية: Felix Bernstein )‏ (و. 1878 – 1956 م) هو رياضياتي، وأستاذ جامعي ألماني، ولد في هاله، توفي في زيورخ، عن عمر يناهز 78 عاماً.

## التعليم
تعلم في جامعة غوتينغن.